# Рамон Колон
Рамон Колон (ісп. Ramón Colón, 22 березня 1916, Мадрид — 1999) — іспанський футболіст, що грав на позиції захисника. По завершенні ігрової кар'єри — тренер.

## Ігрова кар'єра
У дорослому футболі дебютував 1939 року виступами за мадридський «Імперіо», в якому провів один сезон, взявши участь у 7 матчах чемпіонату.
1940 року перейшов до столичного «Атлетіко», де провів наступні п'ять сезонів своєї ігрової кар'єри, так і не зробившись до основного складу «матрасників», утім здобувши з ними титул чемпіона Іспанії 1940/41.
1945 року перейшов до «Саламанки», де провів заключний сезон своєї ігрової кар'єри.

## Кар'єра тренера
Розпочав тренерську кар'єру, повернувшись до футболу після невеликої перерви, 1953 року, очоливши тренерський штаб клубу «Атлетіко».
Згодом протягом решти 1950-х років тренував команди «Реал Мурсія», «Малаги», «Райо Вальєкано» і «Бадахоса».
Останнім місцем тренерської роботи була «Саламанка», головним тренером команди якого Рамон Колон був з 1963 по 1964 рік.
Помер 1 січня 1999 року на 83-му році життя.

## Титули і досягнення

### Як гравця
- Чемпіон Іспанії (1):

«Атлетіко»: 1940-1941